# ولاية نوشهر
وِلَايَةُ نَوْشَهْرَ (بالتركية: نوشهر ولایت/Nevşehir ili) من ولايات تركيا. عاصمتها مدينة نوشهر تبلغ مساحتها 5,438 كم2 ويبلغ عدد سكانها 309,914 نسمة كما يبلغ معدل الكثافة السكانية 56/كم2 تقع في وسط تركيا.